# Circuito de Albacete
Circuito de Albacete – hiszpański tor wyścigowy położony w miejscowości Albacete w Prowincji Albacete. Obecnie odbywają się tam głównie wyścigi motocyklowe (World Superbike), Endurance World Championship oraz FIA European Truck Racing Championship, jednak w przeszłości startowały tam również bolidy wyścigowe. Tor gościł bowiem w kalendarzu World Series by Nissan, Europejskiego Pucharu Formuły Renault oraz Formuły 3000.
Główny tor ma długość 3,539 km i składa się z trzynastu zakrętów (ośmiu prawych i pięciu lewych). Może zostać on podzielony na dwie konfiguracje: 2,237 km oraz 1,336 km. 